# دی‌هیدروکسی‌فنیل‌گلیسین
دی‌هیدروکسی‌فنیل‌گلیسین (به انگلیسی: Dihydroxyphenylglycine) با فرمول شیمیایی C۸H۹N۱O۴ یک ترکیب شیمیایی با شناسه پاب‌کم ۵۳۱۰۹۸۶ است. که جرم مولی آن ۱۸۳٫۰۵ g/mol می‌باشد. 